# المقد (الريدة)

تعديل مصدري - تعديل

المقد هي إحدى قرى عزلة الريدة وقصيعر بمديرية الريدة وقصيعر التابعة لمحافظة حضرموت، بلغ تعداد سكانها 1245 نسمة حسب تعداد اليمن لعام 2004.